# 白云山 (广州市)

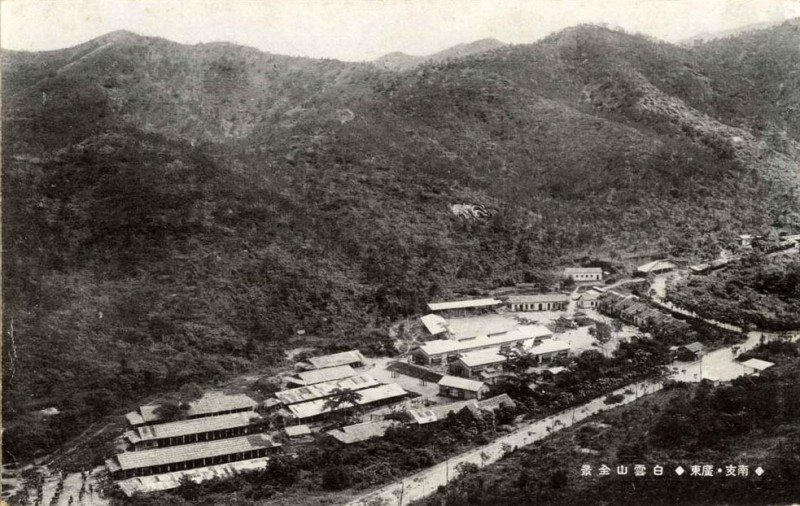
1930年代的白雲山全景

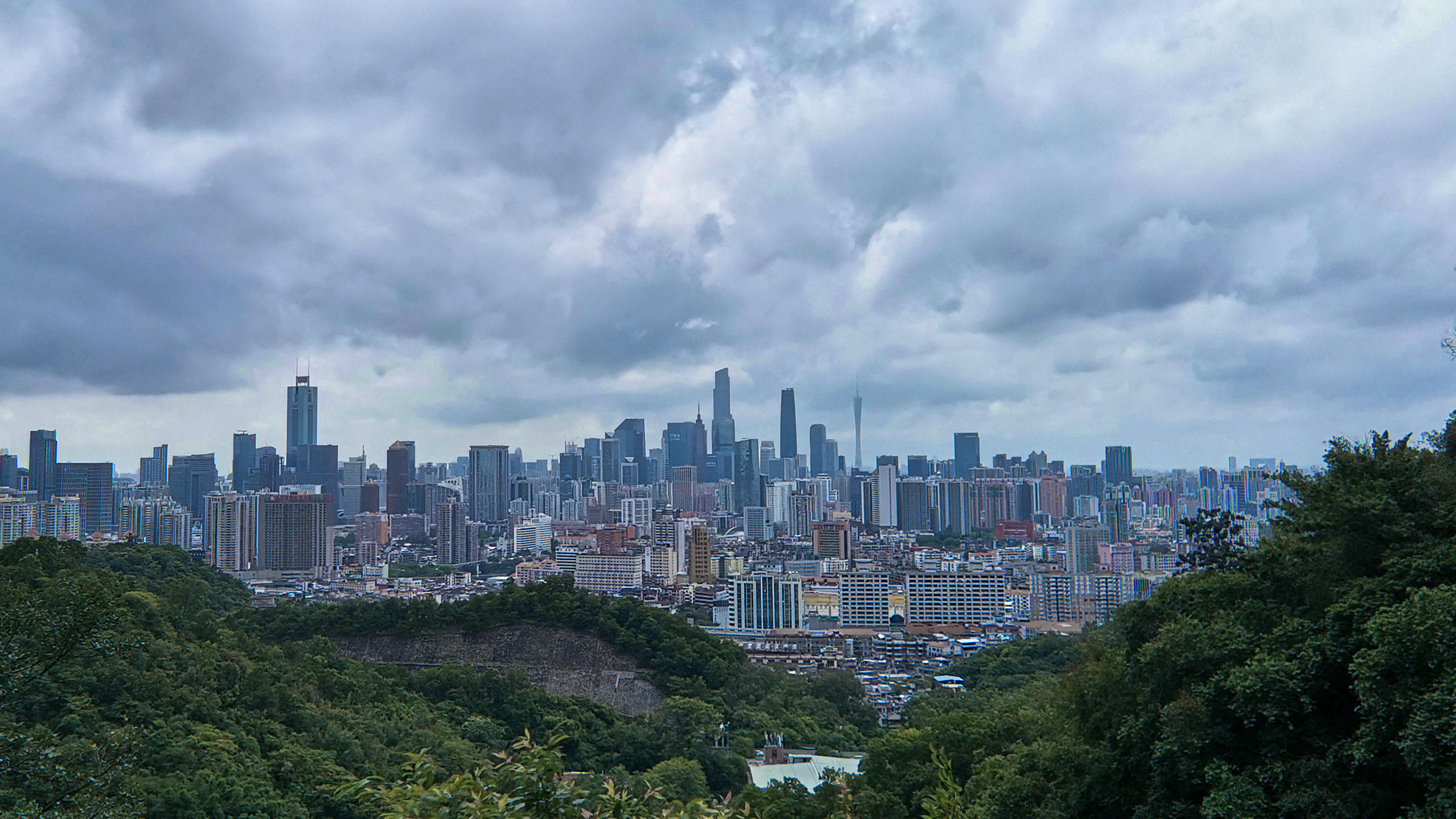
自白雲山遠眺廣州市區

白云山（白云山风景名胜区）号称“羊城第一秀”，位于广州市区北部，因为主峰摩星岭常为白云所掩，所以得名。白云山是广州著名的风景区，与广州市内穿过的珠江并称“云山珠水”。由30多座山峰组成，呈长方形，南北长9.7公里，东西宽4.5公里，总面积约28平方公里，为东北—西南走向。主峰摩星岭位于中部，海拔382米。

## 景區
正门入口位於广园中路，邻近麓湖公园及云台花园。白云山风景秀丽，古迹众多，经历年开发，现有八个游览区：明珠楼、摩星岭、三台岭、鸣春谷、飞鹅岭、云台花园、麓湖公园、云溪植物园、天南第一峰，包含能仁寺、碑林、九龙泉、蒲谷、柯子岭、濂泉等景点。在正门附近更建有白云索道缆车站，游客可以乘坐缆车直达山顶广场，成人來回票价40元，其中上山25元（含门票费5元），下山20元。

### 门口
现在白云山的门岗共有16个，顺时针分别为：南大门（正门）、柯子岭门、五龙谷门、摩云路门、西大门、翠竹园门、广外后门绿道、冷冻厂门、元下田门、永泰（永泰乒乓体育公园）门、北门、握山门、荷树林门、梅花园门（东门）、伍仙桥门、濂泉门。
开放的石阶登山正规门岗14个：南大门（正门）、柯子岭门、五龙谷门、西大门、翠竹园（水库）门、冷冻厂门、元下田门、永泰乒乓体育公园门、北门、握山门、荷树林门、梅花园门（东门）、伍仙桥门、濂泉门。开放时间为：
- 南大门与西大门为24小时开放；
- 濂泉、柯子岭门岗为6:00-22:00；
- 翠竹园、荷树林、握山村、伍仙桥门岗为8:00-17:00；
- 五龙谷、元下田、冷冻厂、永泰门岗为8:00-17:00；
- 梅花园为7:00-24:00；
- 北门为7:00-22:00；

同时可供车辆行驶的有2个：南大门，西大门。车辆20:00后可进山，次日6:00前从西大门下山。
临时封闭的门岗有2个：摩云路门（自2020年12月20日起）、广外绿道后门。

## 摩星嶺
摩星岭位于白云山中部，是白云山的最高峰，海拔372.8米。山顶平坦但山坡陡峻，周围岩石出露，岩性坚硬。
宋、明以前称最高顶、第一天或天南第一峰。清朝康熙年间始称摩星岭，寓意山峰高耸可摩星辰。1986年建有测量标志“广州市二等三角点摩星岭”。
目前摩星嶺已做為白雲山風景區的一個二級旅遊點，登摩星嶺須另行購票，超過1.5米者非符合半票和免票條件者均為人民幣5元。山上另有許愿樹、祈福亭和摘斗亭，其中祈福亭設有一鐘供遊人免費敲鐘。
而摩星嶺本身則有一中國移動信號發射塔，中間有供遊人留下刻字鎖的地方，附近還有小型的風力發電裝置，同時還有一雕塑指向北京并標出距離已經此處的海拔高度。從摩星嶺頂端可以看到廣州市區的狀況。
2024年2月5日起，观光扶梯启用，开放时间为每日10时至19时，不另外收费。

### 图片
- 1916年在山上參加植樹活動的學生們
- 锁爱台（供遊人留下刻字鎖的地方）
- 摩星岭标记
- 中國移動信號發射塔
- 位於白雲山天徑末端上的錦繡南天牌坊

## 景区交通

### 白云索道
白云索道，又稱“白雲山索道”，位於中国广东省广州市白云区白云山风景名胜区内，於1984年4月动工兴建，1986年2月建成通车，是中国大陆第一条自行设计、建造的单线循环、双钳口开合式抱索器的架空索道，山下站位於云台花园东侧的白雲山風景區遊客中心的左邊，山上站位於白云山山顶廣場，水平全长约1617米，高差为198米，运行速度为3-5米/秒，单程运行时间约为7分钟；2004年3月9日，白云索道在原线进行改造，改造后的形式为单线循环脱挂式8人吊厢索道，运行速度提升为5米/秒，单程运行时间缩短为5分43秒。
2014年9月15日早上6时许，吊厢停放处发生火灾，19部吊厢被烧毁。

### 电瓶车
白云山风景区共有5条游览观光车线路（山顶公园—能仁寺、能仁寺—山南门岗、山顶公园—摩星岭、山顶公园—荡胸亭、荡胸亭—明珠楼），票价10元/人。

## 延伸阅读
[在维基数据编辑]
 《欽定古今圖書集成·方輿彙編·山川典·白雲山部》，出自陈梦雷《古今圖書集成》